# 圣埃斯特邦
圣埃斯特邦（法語：Saint-Esteben）是法国大西洋比利牛斯省的一个市镇，位于该省中部偏西，属于巴约讷区和巴斯克地区城市公共社区。

## 地理
圣埃斯特邦（43°20'18"N, 1°12'31"W）面积13.71 平方千米，位于法国新阿基坦大区大西洋比利牛斯省，该省份为法国东南部省份，涵盖了贝阿恩与北巴斯克，西临大西洋比斯開灣，北至朗德省，东北接热尔省，东临上比利牛斯省，南与西班牙接壤。
与圣埃斯特邦接壤的市镇（或旧市镇、城区）包括：阿尔芒达里茨、阿耶尔、埃莱特、伊斯蒂里茨、圣马丹达尔贝鲁。

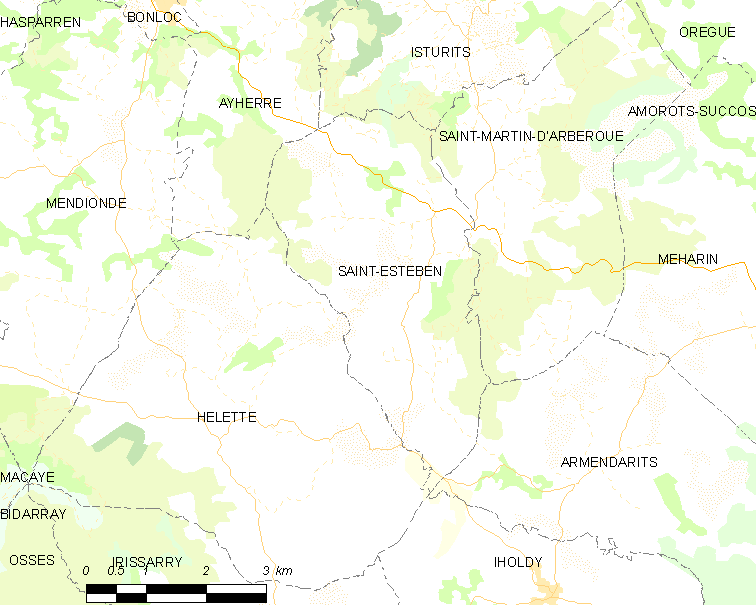
圣埃斯特邦的OSM定位图

圣埃斯特邦的时区为UTC+01:00、UTC+02:00（夏令时）。

## 行政
圣埃斯特邦的邮政编码为64640，INSEE市镇编码为64476。

## 政治
圣埃斯特邦所属的省级选区为比达什地区-阿米库塞-奥斯蒂巴尔县。

## 人口

1962-2008年间圣埃斯特邦人口变化图示

圣埃斯特邦于2022年1月1日时的人口数量为443人。